# Louisville Tennis Championships 2006
I Louisville Tennis Championships 2006, noti come Ford Tennis Championships 2006 per motivi di sponsorizzazione, sono stati un torneo di tennis facente parte della categoria ATP Challenger Series nell'ambito dell'ATP Challenger Series 2006. Il torneo si è giocato a Louisville negli Stati Uniti dal 30 ottobre al 5 novembre 2006 su campi in cemento.

## Vincitori

### Singolare
Amer Delić ha battuto in finale  Stéphane Bohli con il punteggio di 3–6, 6–2, 6–3

### Doppio
Robin Haase /  Igor Sijsling hanno battuto in finale  Amer Delić /  Robert Kendrick per walkover